# Вольный Дубок
Вольный Дубок — обезлюдевшая нежилая деревня в Струго-Красненском районе Псковской области России. Входит в состав сельского поселения «Марьинская волость».

## География
Находится на северо-востоке региона, в северо-западной части района, в лесной местности. Произрастает ель, берёза.
Уличная сеть не развита.

## История
Согласно Закону Псковской области от 28 февраля 2005 года деревня Вольный Дубок вошла в состав образованного муниципального образования Сиковицкая волость.
До апреля 2015 года деревня Вольный Дубок входила в Сиковицкую волость.
В соответствии с Законом Псковской области от 30 марта 2015 года № 1508-ОЗ деревня Вольный Дубок, вместе с другими селениями упраздненной Сиковицкой волости, вошла в состав образованного муниципального образования «Марьинская волость».

## Население
| 2001 | 2002 | 2010 | 2011 |
| ---- | ---- | ---- | ---- |
| 0    | →0   | →0   | →0   |

## Инфраструктура
Почтовое отделение, обслуживающее д. Вольный Дубок, — 181114; расположено в бывшем волостном центре д. Сиковицы.

## Транспорт
Просёлочные дороги, с выездом на автодорогу местного значения из д. Сиковицы в д. Домкино и на д. Борки по дороге 58К-578.